# Philodryas chamissonis
Philodryas chamissonis — вид змій родини полозових (Colubridae). Ендемік Чилі. Вид названий на честь німецького поета і натураліста Адельберта фон Шаміссо.

## Поширення і екологія
Philodryas chamissonis широко поширені в Чилі, від Папосо на південь до Вальдивії. Вони живуть в різноманітних природних середовищах, від пустелі Атакама до вологих вальдивійських лісів, трапляються на плантаціях, полях і в садах. Зустрічаються на висоті до 2300 м над рівнем моря. Живляться дрібними гризунами, амфібіями, птахами і дрібними плазунами, зокрема ящірками з роду Liolaemus. Відкладають яйця. Отруйні.